# Anschlag auf die Wehrmachtsausstellung
Der Anschlag auf die Wehrmachtsausstellung war ein Sprengstoffattentat, das am 9. März 1999 in Saarbrücken auf die Ausstellung Vernichtungskrieg. Verbrechen der Wehrmacht 1941 bis 1944 verübt wurde. In den frühen Morgenstunden explodierte am VHS-Zentrum in Saarbrücken eine Bombe. Menschen kamen nicht zu Schaden. Die Ermittler gehen von einer rechtsterroristischen Tat aus. Die Täter des Anschlages wurden nicht ermittelt. Seit 2011 sehen Ermittler deutliche Hinweise dafür, dass die neonazistische Terrorgruppe Nationalsozialistischer Untergrund (NSU) den Anschlag verübte.

## Hintergrund
Die Wehrmachtsausstellung des Hamburger Instituts für Sozialforschung war bereits vor der Schau in Saarbrücken in 30 Städten gezeigt worden. 700.000 Menschen hatten die Ausstellung bis dahin gesehen. An allen Ausstellungsorten wurde die Schau von rechten Kreisen stark angefeindet, und auch in Saarbrücken kam es im Vorfeld zu schweren Zusammenstößen zwischen Gegnern der Ausstellung aus dem rechten Lager und linken Demonstranten.
Die CDU Saarbrücken hatte eine Anzeige geschaltet, in der es hieß: „Wir lassen unsere Väter von diesen Ausstellungsmachern und ihren Hilfstruppen nicht unwidersprochen als Verbrecher und Mörder diffamieren – und mit ihnen die vielen Toten, die sich nicht mehr wehren können.“ Der damalige Ministerpräsident des Saarlandes Reinhard Klimmt (SPD) eröffnete die Ausstellung.

## Tathergang
Um 4:40 Uhr explodierte an der Rückseite des Gebäudekomplexes der Volkshochschule Saarbrücken ein Sprengsatz. Dabei wurden das VHS-Gebäude und die Meistermann-Fenster der benachbarten Schlosskirche beschädigt; es entstand ein Sachschaden von mehreren hunderttausend Euro. Einige der Ausstellungsstücke wurden von umherfliegenden Splittern leicht beschädigt.

## Ermittlungen
Nach dem Anschlag teilte das LKA Saarland schnell mit, dass er professionell ausgeführt worden war. Die Ermittlungen wurden ergebnislos eingestellt. Bis heute (Stand September 2021) wurden die Täter des Anschlages nicht ermittelt. 
2011 rollten die Ermittler den Fall neu auf, nachdem klar geworden war, dass eine rechte Terrorzelle, der Nationalsozialistische Untergrund (NSU), über Jahre in Deutschland unentdeckt Mordanschläge auf Einzelpersonen mit Immigrationshintergrund verübt hatte. Der NSU wurde daraufhin auch mit weiteren ungeklärten Gewaltverbrechen in Verbindung gebracht. Ermittler wollten laut Angaben der Berliner Tageszeitung Der Tagesspiegel einen Journalisten befragen, der nach der Explosion zwei Männer und eine Frau beobachtet haben will, die ihm verdächtig erschienen. Eine der drei Personen soll laut dem Zeugen gesagt haben, „wir waren das“. Bei den drei Personen könnte es sich um die Mitglieder der Rechtsterror-Gruppe NSU gehandelt haben, die im Jahr 1998 untergetaucht waren.
Der saarländische Generalstaatsanwalt ermittelte auch wegen einer Serie von zehn Brandstiftungen im saarländischen Völklingen, bei denen der Verdacht auf eine Verwicklung des NSU bestand. Die Anschläge hatten sich gegen Gebäude gerichtet, die vor allem von türkischstämmigen Einwanderern, aber auch von Arabern und Schwarzafrikanern bewohnt waren. Bei den Bränden wurden 20 Personen verletzt. Medienberichten zufolge hatte eine türkische Moschee in Völklingen die zwölfte DVD erhalten, die die NSU-Terroristin Beate Zschäpe am 4. November 2011 verschickt hatte.